# Ruševine León Viejo
Ruševine León Viejo so svetovna dediščina v Nikaragvi. To je bila prvotna lokacija Leóna. To je sedanja lokacija mesta Puerto Momotombo v občini La Paz Centro, departmaja León. Upravlja ga Instituto Nicaraguense de Cultura (Nikaragevski inštitut za kulturo).
León Viejo je 15. junija 1524 ustanovil španski konkvistador Francisco Hernández de Córdoba, ki ga je leta 1526 na mestnem trgu Plaza Mayor (Glavni trg) obglavil guverner Pedrarias Dávila, njegov poročnik.
León Viejo, ki so ga naselili španski kolonisti, je imel prvotno okoli 15.000 avtohtonih prebivalcev in je na jugozahodnem bregu Lago de Xolotlán ali Lago de Managua (Managovsko jezero), južno od vulkana Momotombo. Območje je trpelo zaradi pogostih vulkanskih aktivnosti, ki so kulminirale s potresi leta 1594 in 1610.
Potres leta 1610 ni uničil mesta, vendar so naseljenci zaradi škode na infrastrukturi in potresne dejavnosti izvedli referendum in se odločili, da mesto preselijo na sedanjo lokacijo, približno 30 kilometrov  zahodno. Vendar pa je bilo staro mesto postopoma pokopano zaradi nenehnih izbruhov pepela in vulkanskega kamna, ki prihajajo iz Momotomba in zaradi jezerskih sedimentov.
Ruševine León Vieja so odkrili leta 1967 in naslednje leto so se začela izkopavanja, ki so razkrila, da je imelo mesto podobno razporeditev kot druga mesta v Ameriki tistega časa, postavljeno na mrežo z glavnim trgom v središču. León Viejo zavzema približno površino 800 m × 500 m. Okoli trga Plaza Mayor in na okoliških ulicah je bilo delno obnovljenih 16 ruševin.
Mesto je imelo tri samostane: »La Merced«, »San Pedro« in »San Francisco«, ki so ostali aktivni do oktobra 1559. Ruševine La Merceda in San Pedra so bile identificirane, vendar so jih poškodovale naravne nesreče skozi leta. Maja 1982 je tropska nevihta Alleta odplaknila obzidje mesta. Oktobra 1988 je orkan Joan povzročil novo škodo na ruševinah, oktobra 1998 pa je orkan Mitch prizadel približno 40 % mesta in poškodoval več hiš, samostan La Merced in La Fortaleza.
León Viejo je edino kolonialno mesto iz 16. stoletja v Ameriki, ki v svoji zgodovini ni nikoli utrpelo urbanističnih sprememb. To dejstvo je bil glavni argument pri prošnji Unescu, ko je bila leta 2000 razglašena za svetovno dediščino.

## Zgodovina lokalne arheologije
Konkvistadorji so našli državo, ki jo zasedajo številna podjetniška mesta, zaposlena z umetnostjo in mirnimi industrijami. Dr. Berendt, veliki raziskovalec in poznavalec staroselcev Srednje Amerike, je v luči filoloških rezultatov, ki jih je pridobil sam in ameriški diplomat Ephraim George Squier (1849), ter izročil, ki so jih ohranili predvsem Oviedo, Torquemada in Herrera, verjel, da so bili Cholutecas, Chorotegan, Dirianes in Orotinas potomci ljudi, ki so se preselili iz Cholule v Mehiki. Ti ljudje so zasedli večji del države od zaliva Fonseca do Nicoye, njeno ozemeljsko kontinuiteto so v bližini sedanjega mesta León prekinili Marabiosi in spet azteška kolonija, ki je zasedla najožji del pasu zemlje med Pacifikom in Nikaragovskim jezerom ter otoki jezera. Kralj in njegova zadnja nacionalna prestolnica sta nosila ime Nicarao (konferenca, ki jo je pred Ameriško geografsko družbo 10. julija 1876 prebral dr. C. H. Berendt). Nekdanji prebivalci tega območja so pustili obilico ostankov svoje civilizacije v gomilah, pokopališčih itd.
Leta 1987 je Elphidio Ortega, svetovalec Organizacije ameriških držav (OAS), izvedel 14 stratigrafskih vrtin na mestu in v nasprotju s prejšnjimi raziskovalci predlagal, da kolonialna naselbina ni bila na domačem mestu, temveč poleg predšpanskega mesta. Lourdes Dominguez, kubanska državljanka, je prav tako opravila raziskave v 12 vodnjakih, oba zunaj meja nekaterih struktur, iz katerih je pridobila več kot 1100 kosov keramičnih dokazov. Po svojih raziskavah je Dominguez predlagala teorijo, da so bile ruševine mesta León Viejo zgrajene na predšpanski naselbini, ker je bila številčnost keramike dovolj dokazov za tako izjavo, je ta teorija prišla v nasprotje z Elphidiom Ortego, ki je zaključil, da je bilo kolonialno mesto ustanovljeno vzdolž staroselske naselbine, ne pa nad njo.
Leta 1996 je Devora Ederman Cornavaca, podiplomska študentka na kalifornijski univerzi v Los Angelesu, pridobila dovoljenje Oddelka za kulturno dediščino Nikaragovskega kulturnega inštituta (INC) za izvedbo izkopavanj v León Vieju, katerih namen je bil preučiti vpliv španske družbe na domorodnega prebivalstva regije. Prvo območje, ki so ga izkopali, je bilo blizu sedanjih mestnih meja in je našlo dokaze o morebitni kovačnici, drugo izkopavanje pa je bilo na kmetijski parceli, omejeni južno z León Viejom, v tem, kar je zdaj del varovalnega pasu mesta. Na žalost končno poročilo o rezultatih tega raziskovalnega obdobja ni bilo objavljeno. Toda Cornavaca navaja, da je bila španska naselbina zunaj domačega mesta na tem območju. (Arheologija starodavne Mehike in Srednje Amerike, enciklopedija - Susan Toby Evans in David L. Webster. Strani: 401–402).

## Raziskava
Oddelek za antropološke raziskave Nikaragovskega narodnega muzeja (MNN) je izvedel izkopavanja in arheološke raziskave v León Viejo, pri čemer je izkopal jarke 8 × 2 metra v širino oziroma dolžino, usmerjene od severa proti jugu.
Pri izkopavanjih so našli material, ki je sestavljen iz: keramike, porcelana, kovine, ostankov divjih živali in človeških ostankov.
Najden je bil fragment glasbenega inštrumenta, verjetno 'piščali', narejen iz ostankov človeške nadlahtnice, povezan s sklopom predšpanskih materialov. E. Espinoza v svojem članku o šamanizmu v predšpanski Nikaragvi poudarja, da je nemški arheolog G. Haberland v grobišču registriral glasbeni artefakt, povezan s človeškimi ostanki, ki je verjetno pripadal šamanu; zato se sklepa, da je ta vrsta predmeta povezana z ritualom ali slovesnostjo.
V stolnici so našli primerek trepanacije (kirurški poseg) lobanje ženske, ki je pripadala predšpanski populaciji. Eden redkih primerov tovrstnega kirurškega posega, zabeleženih v zgodovini nikaragovske arheologije.
Obilje lončenine, kamnitih artefaktov, kot so kalcedon, bazalt in fragmenti prizmatičnih nožev (obsidian), ki so bili verjetno prineseni iz različnih virov v regiji Srednje Amerike. To omogoča domneve o oblikah trgovanja pri predšpanskih ljudstvih. Je zaželena surovina v mnogih velikih starodavnih kulturah, ki so jo uporabljale za izdelavo gospodinjskih in obrednih orodij.

### Pokop León Viejo
Najdeno v vzhodnem sektorju mreže 3D, prvih 20 cm je bilo predhodno odstranjenih, to stanje je bilo opaženo v naslednjih 40 cm, tj. na koncu druge stopnje. Morfološko je prst mešanica vulkanskega peska, gline in degradirane kamninske umazanije, geološko znane kot plovec, s katero umazanija dobi belo barvo – rumenkasto in zelo mehko teksturo.
Zaradi značilnosti tal se je izkazalo, da ni mogoče določiti morfologije pokopa, opaziti ni bilo nobenih posebnih ureditev, le da je glava počivala na majhnih vulkanskih kamnih lehnjak.
Pokop je netipičen, lobanja je na južni strani, kot da gleda na goro Momotombo ali morda jezero, položaj, v katerem je bil posameznik položen, ni dobro definiran, njegova desna roka ima 
podlahtnico - radius - v prsih in desna podlahtnica - polmer na obraznih kosteh, kot da pokriva obraz, metakarpalne kosti in falange so povezane s ključnico in levo lopatico. Možno je, da gre pri pokopu za daljši pokop in da je truplo pokopano, ko je telo otrdelo, zato je roka na obrazu. Lobanja ima luknjo na vrhu levega temena, ki je nastala zaradi krožne trepanacije ali operacije, ki je bila opravljena na kosti za zdravljenje neke bolezni. Poleg tega je bil niz lukenj, ki jih povzroča osteoporoza, opazovan skozi elektronsko povečevalno steklo, operacija je bila izvedena v istem predelu lobanje (osebna komunikacija z dr. Henryjem Guerztenom, profesorjem patologije na Univerzi v Virginiji, ZDA)
Okostje je dokaj popolno in v sprejemljivem stanju ohranjenosti, glede na biometrične podatke, pridobljene z merjenjem lobanjskih kosti, sega od 22 do 23 cm in postkranialne kosti, stolpec vključuje medenico 55–56, stegnenico 42, golenico – fibulo 34 cm, višina med 1,50 in 155 je bila približno izračunana in anatomija kosti sklepa, da gre za mlado žensko, staro med 25 in 30 let. Vsi zobni deli so anatomsko členjeni in morfološko zobje sekalcev (lopataste oblike) nam omogočajo sklepati, da gre za primerek, ki pripada domorodnemu prebivalstvu ljudstva Imabite Chorotega na tem območju. Nad medenično regijo vzorca so našli križnico in trtico ter ledveno vretence, ob stopalih pa paket kosti, ki ustreza spodnjim okončinam. V bližini glave so bili najdeni kostni ostanki, ki pripadajo zgornjim okončinam drugega posameznika, zdi se, da moteni človeški ostanki ustrezajo zrelemu moškemu.
Glede na interpretacijo kulturnega konteksta tega pokopa, grobni prostor ni na glavnem oltarju, temveč na drugem pokopnem prostoru. Čeprav ta prostor velja tudi za privilegirano mesto v Cerkvi, je težko sklepati, ali je bil pokop v različnih fazah gradnje stolnice moten in ostaja možnost, da je truplo ohranilo svoje mesto in položaj.
Arheološki dokazi kažejo, da je prišlo do motenj človeških ostankov drugih osebkov in ne pri posamezniku, ki je bil izkopan v 3D mreži in je bil pokopan, kot je videti na vulkanu. Če govorimo o tem, da gre za posameznika predšpanske populacije; potem je možno, da je usmerjenost te osebe povezana z obredom, obrednim dejanjem ali človeško žrtvovanjem v čast enemu od svojih bogov, bogu gora, bogu višin ali vulkanu Momotombo, predšpansko prebivalstvo se jih je balo veliki vulkani, ampak so tudi dajali priznanje, ker so višino povezovali s svojimi bogovi, verjeli so, da lahko na najvišjih mestih pridejo v stik z enim od svojih bogov.
Ekipa se je zatekla k podatkom o vrstah pogrebov, zabeleženih tako v Evropi kot v Ameriki: kot ugotavlja Goodwin (1945), so pogrebni obredi tesno omejeni z običaji, položaj in orientacija telesa pa lahko pomagata prikazati porazdelitev kulturne skupine, tako v prostoru kot času. Različice v vrstah pokopa, ki so povezane z danim ljudstvom, lahko prispevajo k določanju razlik v verovanjih in običajih, čeprav je, kot ugotavlja Ucko (1969), etnografska interpretacija pokopov lahko tvegana zadeva. Marija (1956) je jasno izpostavila, da so bile že v prazgodovini precejšnje razlike v vrsti pokopa, vendar interpretacija ni vedno enostavna.
Prisotnost kamnitih artefaktov je izjemna, saj so odlomki prizmatičnih nožev iz obsidiana (vulkansko steklo), poročani ostružki obsidiana, kalcedonski kremen, ostanki prostoživečih živali, ki ustrezajo malim sesalcem, plazilcem, pticam in ribam, del teh materialov je bil povezan z človeške kosti. Avtohtoni ljudje, ki so živeli okoli mesta, v mestu, ki bi lahko bilo največje naselje okoli Imabiteja, s približno 15 tisoč ljudmi po Oviedu.

### Pokop 2
Ta drugi pokop je bil med južnim profilom mreže (C - 1A) in severnim profilom mreže (C - 1B). Okostje ima telo in glavo rahlo nagnjeno proti severozahodu, z nogami pod prvo stopnico oltarja.
Pokop so odkrili pod človeškimi ostanki, ki ustrezajo drugemu nadškofu, ki je prispel v Nikaragvo leta 1540, fra Franciscu Mendavii, in je bil pokopan med 80 in 100 cm globoko pri oltarju stolnice. Kosti pod grobnico Mendavia so bile najdene na globini med 160 in 180 cm, primerek je bil pokopan z glavo proti zahodni strani in obrazom proti vzhodu sonca ali obrnjen proti oltarju, okostje je bilo anatomsko členjeno v iztegnjenem položaju z obema rokama. vzporedno s stegnenico ta pogrebna oblika ni krščanska navada, bolj je povezana s predšpanskimi pokopi. Človeški posmrtni ostanki so: pravilno členjena lobanja, ključnice, rama, kostna kost, kocke - radius, stegnenice, podlahtnica - fibule, vratna, torakalna in ledvena vretenca, medenica in kosti obeh rok in stopal. Biometrični podatki vzorca so naslednji: lobanja 23 cm, leva stegnenica 44 cm, desna golenica 36 cm in steber vključno z medenico 55 cm, sklepajo, da se višina posameznika giblje med 1,55 in 1,60 cm približno. Po bioloških značilnostih kosti in zobje ustrezajo odrasli osebki ženske, stare približno 30–35 let.
Večina molarjev kaže zelo izrazito obrabo, ki je značilna za predšpansko prebivalstvo Nikaragve, zgornji molarji so izčrpani v obliki kanalov, odrgnine v sklenini in dobro obrabljenih zobnih vrvic, zobe tega primerka so primerjali z zbirko zobni deli, ki pripadajo arheološkim izkopaninam in domorodnim ljudem. Patološke težave so opazili v dveh zobnih delih, spodnji molar M1 na obeh straneh ima lezije, ki jih povzroča gnitje, s pregledom z elektronsko povečevalno lupo so opazili niz lukenj, predvsem v proksimalnem in distalnem delu dolgih kosti, ki jih je verjetno prizadela osteoporoza .

### Arheološki artefakti, najdeni med izkopavanji
Med postopkom izkopavanja je bilo najdenih več arheoloških predmetov, ki ustrezajo predšpanskemu obdobju in nekaj kolonialnemu obdobju, ti artefakti so bili razviti z različnimi vrstami surovin, na primer: litik, človeške kosti, glina, kovina itd. Material je bil sistematično nadzorovan z veliko znanstveno natančnostjo.
Artefakti ribiške mreže, narejeni iz fragmentov negativa usulutánske keramike in ovalne oblike, dolžina 5,5 cm, nivo 6, globina 1,20 cm. C - 3D. Utež za ribiške mreže, ena ima krožno mero premera 3,3 cm in širine 5 cm ter ovalno oblikovan fragment. Nivo 3, globina 40–60 cm. C - 3 c. C - mreža-2 nivo 1 c, posneta je bila naprava z izdelano konico z rdečo keramiko.

### Predšpanska keramika
Najdeni primerki so sestavljeni iz 2239 keramičnih ostankov, ki vključujejo enobarvno keramiko, modeliranje Lago Negro, rdeče ploščice, grad Esgrafido, Sacasa progasto, Managua Polikrom, Leo Punteado, Vallejo Polikrom, Usulután negativ, kolonialno povezano s Perulero in nerazvrščeno Perulera keramiko.
Znotraj gradiva, evidentiranega med izkopavanjem, je bilo najdenih skupno 17 enobarvnih keramičnih posod z odtisi blaga, ki so bile razporejene po izkopu.
Opombe: Enobarvne posode iz domače keramike so bile pregledane s povečevalnim steklom in X 40 Power. Preskus je omogočil opazovanje odtisov tkiva, pri čemer je bilo ugotovljeno, da so potiskane tkanine različnih dimenzij, tj. velikosti in oblike, kar je sklepalo, da je bila tkanina različne debeline. Opazen je bil odpadni premog in rastlinski ostanki v glini, na nekaterih odlomkih je bila vidna pestra pigmentacija, ki je verjetno posledica temperature, pri kateri so posodje uporabljali ali uporabljali v kuhinji. Keramične posode so bile posnete z odtisi tkiv na območju Manague med projektom Arheologija metropolitanskega območja Manague (Lange 1996, navzdol: 43).

### Hipoteze o pokopih
Mesto León de Imabite, danes znano kot León Viejo, je bilo datirano od prvih evropskih stikov (1522–1524) do njegove opustitve leta 1610. Arhivski podatki kažejo, da je na tem območju obstajal človek in je bilo uporabljeno kot domorodno pokopališče Imabite. Na primer, sedem (7) pogrebnih pokopov, odkritih na glavnem oltarju, predstavlja antropološke dokaze in značilne značilnosti predšpanskih pokopov. Poleg tega so 4 izkopani primerki pod tlemi španske okupacije, ki so glede na stratigrafsko geomorfologijo registrirani na globini od 0,60 do 1,80 m. in eden od pokopov je bil najden v pogrebni žari z živalskimi ostanki v njej.
Antropološki biometrični podatki lobanj, čeljusti in zob teh osebkov dokazujejo, da pripadajo domorodnemu prebivalstvu tega območja. Prisotnost kulturnih materialov, v katerih popolnoma prevladujejo predšpanski artefakti.
Izkopani in ekshumirani človeški ostanki v štirih terenskih sezonah, izvedenih v Leon Vieju na treh najpomembnejših verskih strukturah kolonialnih časov, kot so samostan, cerkev in katedrala la Merced, so vzorci porazdeljeni med 11, 25 in 31, je bilo mogoče določiti ontološke ostanke 67 posameznikov med moškimi, ženskami in otroki različnih starosti.

## Zaključek
Na podlagi laboratorijskih preiskav ostankov s poudarkom na osteologiji je enostavno ugotoviti, da arheološki ostanki, ki prevladujejo v vzorcih, izvirajo iz predšpanskih družbenih skupin, ki so naseljevale kraj; ob upoštevanju pokopov ugotovljen kulturnozgodovinski pomen
Drugi element, ki zagotavlja pomembne podatke, so najdeni ostanki živali, povezani z drugimi kulturnimi dokazi. Možno je domnevati, da ljudje uživajo različne vrste, ki pripadajo živalskim skupinam: kot so veliki in mali sesalci, ptice, plazilci, ribe in mehkužci. Ti zapisi omogočajo ugibanja o ekosistemih, ki so obstajali na tem območju, in s tem o možni prehrani prebivalcev regije v predšpanskih in zgodovinskih časih.
Vzporedno s temi študijami smo pridobili vrsto podatkov, povezanih z arhitekturnimi vidiki in konstruktivnimi sistemi struktur, na katere vpliva preiskava. Prisotnost kulturnih materialov, ki pripadajo zgodnjemu kolonialnemu obdobju na najdišču, je glede na posodo skoraj enaka nič, vzorec je zmanjšan na nekaj odlomkov žebljev iz krst in verjetno ostankov železa in žebljev, uporabljenih pri gradnji stavb.
Arheološki zapisi, ki predpostavljajo, da obstajajo različne kronologije za lokacijo León Viejo. Pri upoštevanju rezultatov, zaključkov in predpostavk predhodnih raziskav se šteje, da se zaključki arheologinje Lourdes Dominguez nekako ujemajo z rezultati sedanjih raziskav, da so Španci gradili svoje zgradbe na kulturnih nahajališčih ali naselbini, ki je pripadala predšpanskemu prebivalstvu prostor. Ne izključujemo možnosti, da so Španci zgradili in postavili svoj verski tempelj na mestu, kjer se je zbiralo domorodno prebivalstvo in morda na glavnem trgu domorodnih skupnosti na tem območju.